# العربي الساسي
العربي الساسي ممثل مغربي قدير واكب العديد من الأجيال ويعد من أقدم رموز الساحة الفنية في المغرب، ولد سنة 1946 بحي ديور صنياك بمدينة قنيطرة وتوفي بنفس المدينة يوم الأربعاء الموافق ل 14 يونيو 2017 بعد معاناة طويلة من أمراض مزمنة أقعدته الفراش طويلا.

## طفولته
ولد العربي الساسي سنة 1946 بمدينة القنيطرة، حيث درس بثانوية التقدم الحرة لينتقل بعدها للتمثيل، ذاع صيته بعد فيلم وجع التراب على الخصوص، حيث تعرف عليه الجمهور المغربي هناك، بعد سنوات طويلة من التمثيل والعطاء في أدوار ثانوية.

## أعماله
- الطريق المجهول
- من دار لدار (مسلسل)
- وجع التراب (مسلسل)
- الأخطبوط (مسلسل)
- السراب (مسلسل)